# Йоан Камениат
Йоан Камениат (на старогръцки: Ιωάννης Καμινιάτης, Ἰωάννης Καμενιάτης) е византийски историк от края на IX век/началото на X век.

## Биография
Името Камениат вероятно произлиза от славянско каменисто селище. Той съобщава, че е обикновен клирик, има братя и сестри, женен е и има три деца.

## Труд
В ръкописа си той описва ограбването на Солун (Εις την άλωσιν της Θεσσαλονίκης, Eis tēn alōsin tēs Thessalonikēs) през юли 904 година от арабите под ръководството на гръка Лъв Триполит. В историческото си произведение на гръцки език той описва първо Солун и далечната околност. Във втората част той пише детайлирано за обсадата и превземането на града, което той преживява заедно с много негови роднини. В третата и последна част той пише за съдбата на пленените, към които принадлежи. В затвора един Григорий от Кападокия му дава идеята да опише литературно събитията. Книгата показва за отношението на византийците към славяните през ранния X век на тази територия.

## Издания и преводи
- Ioannis Caminiatae de Expugnatione Thessalonicae. Gertrud Böhlig. Berlin 1973. De Gruyter, 1973. ISSN 0589-8048
- Die Einnahme Thessalonikes durch die Araber im Jahre 904. Gertrud Böhlig. Styria, Graz u.a. 1975.
- John Kaminiates. The Capture of Thessaloniki. David Frendo, Athanasios Fotiou. Perth 2000. Australian Association for Byzantine Studies, 2000. ISBN 1-876503-00-9.